# 江森浩子
江森 浩子（えもり ひろこ、1961年1月27日 - ）は、日本の女性声優、ナレーター。埼玉県熊谷市出身。青二プロダクション所属。本名は小黒 浩子（おぐろ ひろこ）。旧芸名は江守 浩子。
代表作に『ドラゴンボール』（餃子）、『忍たま乱太郎』（トモミ）、『ゲゲゲの鬼太郎（第3期）』（砂かけばばあ）などがある。

## 経歴
熊谷女子高等学校卒業、日本大学芸術学部中退。テアトル・エコー付属養成所、劇団薔薇座出身。
1984年に『夢戦士ウイングマン』のゆかり役でデビュー。

## 人物
特技はゴルフ、ワープロ。資格・免許はファイナンシャル・プランナー2級、ライフコンサルタント（生命保険協会）、宅地建物取扱主任者、普通自動車免許。

## 特色
音域はF-B♭。
多数のアニメ、ラジオドラマ、ゲーム、テレビに出演している。アニメ以外にも『世界まる見え!テレビ特捜部』、『天才!志村どうぶつ園』などバラエティ番組のナレーションや『世界の果てまでイッテQ!』、『超潜入!リアルスコープハイパー』などのボイスオーバーも担当している。
少年、少女、大人の女性、老婆までと演技の幅は広い。
長年レギュラー出演している『忍たま乱太郎』では、主要キャラクターであるトモミ、加藤団蔵、夢前三治郎の3役を演じ分け、更に様々な脇役キャラクターもこなしている。団蔵と三治郎が会話するシーンは意識して差をつけており、自身にとっては意外と楽しい作業になっているという。

## 出演
太字はメインキャラクター。

### テレビアニメ
1984年
- Gu-Guガンモ（梅子）
- 宗谷物語（少年）
- The♥かぼちゃワイン（アナウンス、若い女B、ギャル）
- ビデオ戦士レザリオン（管制官）
- 北斗の拳（1984年 - 1986年、マミ、レム、カン）
- 夢戦士ウイングマン（ゆかり、生徒、子供）

1985年
- 蒼き流星SPTレイズナー（1985年 - 1986年、アンナ・ステファニー）
- ゲゲゲの鬼太郎（第3作）（1985年 - 1988年、砂かけばばあ）
- プロゴルファー猿（デイジー）
- 六三四の剣（魚戸オサム）

1986年
- 三国志II 天翔ける英雄たち（美蝉）
- 聖闘士星矢（1986年 - 1989年、貴鬼、星矢〈少年時代〉 他）
- Bugってハニー（1986年 - 1987年）
- メイプルタウン物語（キン・クマノフ、アーサー・ラッツ）
- ワンダービートS（ビオ）

1987年
- 赤い光弾ジリオン（ミンミン、イブ13号）
- エスパー魔美（1987年 - 1989年、間宮幸子、明の母、石部の母、女生徒、お婆さん、生徒A）
- 仮面の忍者 赤影（1987年 - 1988年、正太）
- グリム名作劇場（宿屋の娘）
- シティーハンター（1987年 - 1989年、道子、悦子、緑子） - 2シリーズ
- 新メイプルタウン物語 パームタウン編（アリス、マーク、キン、ローラ、ジジ）
- ついでにとんちんかん（1987年 - 1988年、松本丹紅）
- ドラゴンボール（1987年 - 1989年、餃子）
- トランスフォーマー ザ☆ヘッドマスターズ（アリサ、クラン）
- ハイスクール!奇面組（左真紀）
- ビックリマン（1987年 - 1989年、サタンマリア / ワンダーマリア、珍カーベル、次助）

1988年
- キテレツ大百科（1988年 - 1996年、ツトム、お杉）
- 闘将!!拉麵男（少年ラーメンマン、皇帝）
- トランスフォーマー 超神マスターフォース（キャブ）
- ひみつのアッコちゃん（健太、カエル）

1989年
- 悪魔くん（1989年 - 1990年、サシペレレ）
- がきデカ（木の内モモ子）
- かりあげクン（太子）
- 新ビックリマン（1989年 - 1990年、ワンダーマリア、ファジーM・R）
- それいけ!アンパンマン（1989年 - 2024年、みかづきまん〈初代〉、なまいきナマコちゃん、ピョン吉〈代役〉、ほのおくん〈初代〉、ポンポンどり、マシュマロさん〈初代〉、ジグソーくん〈初代〉、にんにくこぞう、ちくわん〈初代〉、くまのおかあさん、マイマイのママ〈5代目〉）
- チンプイ（1989年 - 1991年、娘、先生、ピヨピヨA、宇奈木の母、CMマシーン、エリB）
- ドラゴンボールZ（1989年 - 1993年、餃子、幽霊、ブルマの母〈代役〉、イダーサママ）
- ピーターパンの冒険（スライトリー）
- ビリ犬なんでも商会（小百合）
- 魔法使いサリー（第2作目）（1989年 - 1991年、荒木、魔女の息子）

1990年
- おぼっちゃまくん（ひな子）
- コボちゃんスペシャル 秋がいっぱい!!（先生）
- ちびまる子ちゃん（1990年 - 2019年、静岡のおばあちゃん、女の人、おヨネ〈初代〉、男子、女子、先生〈ももこの想像〉） - 2シリーズ
- つる姫じゃ〜っ!（カメ姫）
- ドラゴンクエスト（ポポタ、ミネア〈老婆〉）
- 八百八町表裏 化粧師（お京）
- もーれつア太郎（徳川夫人）
- YAWARA! a fashionable judo girl!（1990年 - 1992年、空港アナウンス、まり子、静香、ウェイトレス）

1991年
- 美味しんぼ（花嫁C、アシスタント、ちとせ）
- おちゃめなふたご クレア学院物語（ジャネット・ロビンズ）
- おにいさまへ…（1991年 - 1992年、峰子）
- 少年アシベ（坂田新一〈サカタ弟〉、まゆみ）
- ドラゴンクエスト ダイの大冒険（第1作）（1991年 - 1992年、ずるぼん、マリン、ピロロ、ナバラ）
- トラップ一家物語（ハンス）
- 21エモン（1991年 - 1992年、星野はるか、マルス）
- ハイスクールミステリー学園七不思議（増尾美鈴、吉川美奈代、女将）
- 笑ゥせぇるすまん（産名好子）

1992年
- ウルトラマンキッズ 母をたずねて3000万光年（デブの老婆、ゴロ王子）
- コボちゃん（先生）
- スーパービックリマン（チャオ）
- 美少女戦士セーラームーン（1992年 - 1996年、バーム、妖魔ガロベン、只下和子、ダンブル、スカー、ハードラー、広木、ミサの母） - 5シリーズ
- まじかる☆タルるートくん（タヌ吉）
- まぼろしまぼちゃん（まぼろしまぼ太）

1993年
- GS美神（夜叉、織姫、受験生の母、雪女）
- ツヨシしっかりしなさい（山口〈初代〉）
- 忍たま乱太郎（1993年 - 2025年、トモミ、団蔵、三治郎、兵太夫〈代役〉、虎若〈代役〉、朝顔ルリ子、庄二郎、ケロちゃん〈初代〉 他）

1994年
- カラオケ戦士マイク次郎（1994年 - 1995年、若王子姫）
- 機動武闘伝Gガンダム（ジーナ）
- ジャングルの王者ターちゃん♡（パメラ）
- ママレード・ボーイ（1994年 - 1995年、松浦千弥子〈小石川千弥子〉）

1995年
- アニメ世界の童話（女神 他）
- 黄金勇者ゴルドラン（クク）
- 空想科学世界ガリバーボーイ（ジャンヌ）
- ビット・ザ・キューピッド（パンドラ）
- モジャ公（おばあさん）

1996年
- 機動新世紀ガンダムX（コルトル・スー）

1997年
- ゲゲゲの鬼太郎（第4作）（1997年 - 1998年、後神、鬼髪）

1998年
- Only You ビバ!キャバクラ（ナレーション）
- ドクタースランプ（1998年 - 1999年、木緑葵、婆さん、吸血女）

1999年
- 週刊ストーリーランド（あかねの母、女性職員）

2001年
- おじゃる丸（タル子、タル子の母）

2002年
- あたしンち（木村）

2003年
- 金色のガッシュベル!!（ヨポポ）
- 高橋留美子劇場「百年の恋」（星野りさ）
- 高橋留美子劇場 人魚の森（老女）
- 名探偵コナン（2003年 - 2024年、沢口圭子、浜崎ミツ、重井徳子、福原昌子、朝日奈なぎさ、河野タミ江、今泉照代 他）

2004年
- KURAU Phantom Memory（女）
- 絢爛舞踏祭 ザ・マーズ・デイブレイク（ガーマ）
- ドラえもん（テレビ朝日版第1期）（日向のママ）
- ブラック・ジャック（2004年 - 2006年、婦人、秘書、スージーの母） - 2シリーズ

2005年
- ドラえもん（テレビ朝日版第2期）（2005年 - 2008年、幸子、雪の精）

2006年
- erico
- 白い恋人（コウノトリ）

2007年
- はたらキッズ マイハム組（2007年 - 2008年、ガウディの母 / ジュリエッタ）
- 祝!(ハピ☆ラキ)ビックリマン（サタンマリア）
- ポケモン不思議のダンジョン 時の探検隊・闇の探検隊（キマワリ）

2009年
- ドラゴンボール改（2009年 - 2015年、餃子） - 2シリーズ
- ポケモン不思議のダンジョン 空の探検隊 時と闇をめぐる最後の冒険（キマワリ）

2010年
- あにゃまる探偵 キルミンずぅ（山野ラン）
- SHIN-MEN（ラーメン屋の客）

2012年
- エリアの騎士（鎌学実況）
- シャイニング・ハーツ 〜幸せのパン〜（マデラ）

2013年
- ONE PIECE（2013年 - 2025年、ジョーラ、食堂の女性、カラメル、黒炭ひぐらし、ブルーグラス）

2014年
- 暴れん坊力士!!松太郎（エイ〈ばあさん〉）

2015年
- ドラゴンボール超（2015年 - 2017年、餃子、ブルマの母）

2016年
- プリパラ（ちりばあ）

2017年
- 境界のRINNE（おばあさんの霊）

2020年
- アサティール 未来の昔ばなし（2020年 - 2024年、サーエルの母、謎のお婆さん） - 2シリーズ

2022年
- デジモンゴーストゲーム（サチ婆）

2023年
- 逃走中 グレートミッション（2023年 - 2025年、ペコ婆、親鳥）

### 劇場アニメ
1985年
- カムイの剣
- Gu-Guガンモ（梅子）
- ゲゲゲの鬼太郎（砂かけばばあ）

1986年
- ゲゲゲの鬼太郎 妖怪大戦争（砂かけばばあ）
- ゲゲゲの鬼太郎 最強妖怪軍団!日本上陸!!（砂かけばばあ）
- ゲゲゲの鬼太郎 激突!!異次元妖怪の大反乱（砂かけばばあ）
- スーパーマリオブラザーズ ピーチ姫救出大作戦!（キノピオ2）

1987年
- 新メイプルタウン物語 パームタウン編
- プロゴルファー猿 甲賀秘境!影の忍法ゴルファー参上!（胡蝶）
- ほえろブンブン（子供）
- ルパン三世 風魔一族の陰謀（奥さん）

1988年
- エスパー魔美 星空のダンシングドール（間宮幸子、利加）
- 銀河英雄伝説 わが征くは星の大海（アナウンサー）
- 闘将!!拉麵男（皇帝）
- ドラゴンボール 摩訶不思議大冒険（餃子）
- ビックリマン 無縁ゾーンの秘宝（サタンマリア）

1989年
- 悪魔くん（1989年 - 1990年、サシペレレ） - 2作品
- NEMO/ニモ（ウンピ）

1990年
- おじさん改造講座（OL達）
- ドラゴンボールZ 地球まるごと超決戦（餃子）

1991年
- ドラえもん のび太のドラビアンナイト（ジャック）

1992年
- ちびまる子ちゃん わたしの好きな歌（静岡のおばあさん）
- 風の大陸（バルニ・リファス）

1993年
- かいけつゾロリ（ネズミミズ）
- Coo 遠い海から来たクー（トニーの妻）
- ドラゴンボールZ 燃えつきろ!!熱戦・烈戦・超激戦（ブルマの母）
- ドラゴンボールZ 銀河ギリギリ!!ぶっちぎりの凄い奴（餃子）
- メイクアップ!セーラー戦士（ガロベン）

1994年
- 鬼がら（婆さん）
- Dr.スランプ アラレちゃん ほよよ!!助けたサメに連れられて…（ターボ）

1995年
- ママレード・ボーイ（松浦千弥子）

1996年
- 校長先生が泳いだ（なつみの母）
- ドラえもん のび太と銀河超特急（映像ナレーション）
- 映画 忍たま乱太郎（トモミ、団蔵）

1997年
- 瓜っこ姫とアマンジャク（アマンジャク）
- エルマーの冒険（メスゴリラ）

1998年
- こぎつねの交通安全（こぎつね大介）
- こぎつねの消防隊（こぎつね大介）

1999年
- しらんぷり（アキラ）
- のび太の結婚前夜（おばあさん）

2001年
- ドラえもん のび太と翼の勇者たち（ツル）
- 源吉じいさんと子ぎつね（子ぎつね〈太郎〉）

2008年
- 劇場版 ゲゲゲの鬼太郎 日本爆裂!!（華の祖母）

2011年
- 劇場版アニメ 忍たま乱太郎 忍術学園 全員出動!の段（団蔵、三治郎、トモミ）
- 名探偵コナン 沈黙の15分（女性司会者）

2017年
- 映画 妖怪ウォッチ シャドウサイド 鬼王の復活（砂かけばばあ）

2024年
- 劇場版 忍たま乱太郎 ドクタケ忍者隊最強の軍師（団蔵、三治郎）

### OVA
1985年
- 戦え!!イクサー1（コバルト）

1986年
- デルパワーX 爆発みらくる元気!!（スーシー・ウィリス）

1987年
- 夢幻紳士 冒険活劇編（福音温子）

1988年
- マドンナ 炎のティーチャー（桃子）

1989年
- 銀河英雄伝説（1989年 - 1991年、カール・フォン・クラインゲルト、エルウィン・ヨーゼフ2世）
- 爆走サーキットロマン TWIN
- 変幻退魔夜行 カルラ舞う!-奈良怨霊絵巻-（涼子）
- ビックリマン ロココ&マリア 奇跡(ミラクル)（ワンダーマリア）

1990年
- ウルトラ・スーパー・デラックスマン（秘書）
- となりのトコロ（桃太郎）
- A-Ko The VS / BLUE SIDE（比丘尼）
- 天外魔境 自来也おぼろ変（綱手）
- B・B

1991年
- スローステップ（沢村亜矢子）

1992年
- 幻想叙譚エルシア（シル）
- 創竜伝
- ハード&ルーズ 〜私立探偵・土岐正造トラブル・ノート〜（四条映子）

1993年
- けろけろけろっぴのけろけろハウスのひみつ
- 代紋TAKE2 第II章（美也子）
- 砂の薔薇 雪の黙示録（ジェシカ）

1995年
- アミテージ・ザ・サード（ブロンスキ）
- ようちえん戦隊げんきっず（ママザマス、カホゴン、オバゴン）

1996年
- レジェンド・オブ・クリスタニア（イリム）

### Webアニメ
- ブラック・ジャック（2001年、間久部〈少年時代〉、老女、主婦A、女将）
- 範馬刃牙（2023年、愚地克巳の母親）
- 悪魔くん（2023年、エリゴル）

### ゲーム
1989年
- 天外魔境 シリーズ（1989年 - 2006年、イト姫、綱手、魔女 他） - 5作品
- ルイン 神の遺産（ナレーション）

1990年
- うる星やつら STAY WITH YOU
- ゴールデンアックス（ティリス・フレアー）
- デコボコ伝説 走るワガマンマー

1991年
- スーパーシュヴァルツシルト（クリスティナ・ノエルベイカー〈クリス〉）
- 天使の詩（クレア）

1992年
- スーパーシュヴァルツシルト2（パトリシア〈パティ〉）
- ソル・モナージュ（ナレーション）
- 魔法の少女シルキーリップ（寺岡美美）

1993年
- イースIV The Dawn of Ys（アリア）
- 幻蒼大陸オーレリア
- 戦国エース（疾風のジェーン、暴れん坊巫女こより）
- ダブルドラゴンII ザ・リベンジ（マリアン） - PCエンジン SUPER CD-ROM²版

1994年
- エメラルドドラゴン（山のミコ、海のミコ） - PCエンジン版
- 聖竜伝説モンビット
- プリンセス・ミネルバ（ブルーモリス・ルイ・エルミタージュ） - PCエンジン版
- ポリスノーツ（鞄屋婦人）

1995年
- ドラゴンボールZ シリーズ（1995年 - 2019年、餃子、スノ〈天下一大冒険〉） - 16作品
- プライベート・アイ・ドル（武藤ミネ）
- ブルー・シカゴ・ブルース（シンディ・ホワイト）
- 負けるな!魔剣道2（ママリン）

1996年
- だい好キッス

1997年
- 地獄先生ぬ〜べ〜（ナナコ） - PS版
- 天外魔境 第四の黙示録（カレン）
- BS探偵倶楽部 雪に消えた過去（橘敏江、橘サチ）
- となりのプリンセス ロルフィー（にゃい）
- リンダキューブ シリーズ（1997年 - 1998年、アン・バーニング） - 2作品

1999年
- ヴァルキリープロファイル（夢瑠、セリア） - 2作品

2000年
- ソーサリアン 七星魔法の使徒（魔法屋、エビルシャーマン、老婆）

2001年
- サンライズ英雄譚2（アンナ・ステファニー）
- 松本零士999 〜Story of Galaxy Express 999〜（メノウ）

2003年
- SUNRISE WORLD WAR Fromサンライズ英雄譚（アンナ）

2004年
- スーパーロボット大戦GC（ジルバ）

2005年
- Another Century's Episode（アンナ・ステファニー）
- シャイニング・フォース ネオ（レベッカ）
- DIGITAL DEVIL SAGA アバタール・チューナー2（マルゴ・キュヴィエ）
- ドラゴンボールZ Sparking!（2005年 - 2024年、餃子） - 4作品

2007年
- ドラゴンボールZ 遥かなる悟空伝説（餃子）

2008年
- 幻想水滸伝ティアクライス（ナズ、ラオ・クアン）

2009年
- NINJA GAIDEN Σ2（御婆）

2010年
- シャイニング・ハーツ（マデラ）
- ドラゴンボールヒーローズ（2010年 - 2024年、餃子） - 7作品
- 忍たま乱太郎（2010年 - 2017年、トモミ、加藤団蔵、夢前三治郎） - 2作品

2011年
- ドラゴンボール改 アルティメット武闘伝（餃子）

2012年
- NINJA GAIDEN 3（御婆）

2014年
- 魁!!男塾 〜日本よ、これが男である!〜（極小路秀麻呂）
- ジェイスターズ ビクトリーバーサス（応援団の声）

2015年
- デジモンストーリー サイバースルゥース（ジエスモン）

2018年
- 妖怪ウォッチ ぷにぷに（砂かけばばあ）

2019年
- スーパーロボット大戦DD（2019年 - 2023年、アンナ・ステファニー）

2020年
- ドラゴンボールZ カカロット（餃子）

2024年
- 金色のガッシュベル!! 永遠の絆の仲間たち（ヨポポ）
- ドラゴンボールスーパーダイバーズ（餃子）

### 吹き替え

#### 映画
- マシンガン・ジョニー - 日本テレビ版
- グレムリン2 新・種・誕・生 - ソフト版
- フォー・ザ・ボーイズ
- ナイルの宝石（1989年） - フジテレビ版
- プレデター2 - ソフト版
- 香港極楽コップス 俺たちに明日はある!?（レイレイ）
- ローズ家の戦争（キャロリン〈ヘザー・フェアフィールド〉） - ソフト版

#### ドラマ
- ジム・ヘンソンのストーリーテラー（村の悪党たち、ミラーの妻）

#### アニメ
- イウォーク物語（ボジー） - VHS版
- ギャラクシー・ハイスクール（エイミー）
- スター・ウォーズ ドロイドの大冒険（ジェシカ・ミード） - VHS版
- ミュータントタートルズ（1987年東和ビデオ版）（アルマ〈2代目〉）
- わんぱくダック夢冒険（フェルミエ）

#### 人形劇
- きかんしゃトーマス（1990年、キャロライン） - フジテレビ版
- フラグルロック

### ドラマCD
- マハラジャ（年度不明、ちまら）
- ほえろブンブン オリジナル・サウンドトラック うたとおはなし（1987年、子供）
- 優&魅衣（1987年、綾町迷子）
- ARIEL II 幻影の侵略（1989年、女教師）
- インベーダー・サマー（1989年、東やよい）
- 聖神伝説エクステリア（1991年、邪妖精）
- ビックリマン 新たなる出発（1991年、ワンダーマリア）
- マリオネットジェネレーション オリジナル・アルバム（1991年）
- CDシアター ドラゴンクエスト（1991年 - 1994年、レシル、ルシア、ミネア）
- プリンセス・ミネルバ オリジナル・サウンドCD 〜スペシャル・トラック〜（1994年、ブルーモリス・ルイ・エルミタージュ）
- プリンセス・ミネルバ（1994年、ブルーモリス・ルイ・エルミタージュ）
- 天外魔境真伝（1995年、綱手）
- 負けるな！魔剣道 / 快傑！魔剣道〜光ヴァージョン〜（1995年、キモッタマリリン）
- クリック&デッド NETWAYスイーパーズ mission:03（1997年、倉橋マリエ）
- ヴァルキリープロファイル ボイスミックスアレンジ（2000年、夢瑠、セリア）
- 忍たま乱太郎 ドラマCD シリーズ（2009年 - 2016年）

（加藤団蔵） - 5作品
（夢前三治郎） - 4作品
（トモミ） - 3作品

### デジタルコミック
- ルパン三世 D2 MANGA（1997年、女泥棒、男の子）

### ナレーション
- 迷宮美術館（NHK総合）
- ソリトン 金の斧 銀の斧（NHK教育）
- Weekend Japanology（NHK BS1）
- おとなの学力検定スペシャル小学校教科書クイズ!（日本テレビ）
- 世界まる見え!テレビ特捜部（日本テレビ）
- 嗚呼!バラ色の珍生!!（日本テレビ）
- ひらめ筋GOLD（日本テレビ）
- 日本のミカタ（日本テレビ）
- 天才!志村どうぶつ園（日本テレビ）
- 大胆マップ（テレビ朝日）
- 子育てれび（フジテレビ）
- 最大公約ショー（毎日放送）
- そんなコト考えた事なかったクイズ!トリニクって何の肉!?（朝日放送テレビ）
- おじゃまクッキング！（テレビ東京）
- グッとラック!（TBS）[48]
- VS魂（フジテレビ）

### ボイスオーバー
- 世界の果てまでイッテQ!
- 世界ぶっちぎり映像!・THEぶっちぎりTV
- 超潜入!リアルスコープハイパー
- THE世界遺産→世界遺産
- 世界一受けたい授業
- ビートたけしの禁断の大暴露!!超常現象(秘)Xファイル
- 世界ベスト・オブ・映像ショー
- 見破れ!!トリックハンター
- NHKスペシャル
  - 「謎の古代ピラミッド〜発掘・メキシコ地下トンネル〜」
  - 「アジア巨大遺跡」
- 世界が驚いたニッポン! スゴ〜イデスネ!!視察団
- 世界の何だコレ!?ミステリー
- 週刊こどもニュース
- めくるめく!!世界ビジュアル大図鑑
- 報道特集
- 世界で笑いと驚きが起きた瞬間200連発!?
- 水曜エンタ・「目撃!奇跡の特殊能力」 FBI・ダイアナ妃…奇跡の4人初密着
- 金曜プレミアム・訂正させてください〜人生を狂わせたスキャンダル〜
- なるほど!ザ・ワールド
- 美の巨人たち
- 爆報! THE フライデー

### テレビドラマ
- のんのんばあとオレ（声の出演）

### ラジオドラマ
- 青山二丁目劇場 「猫の命日」「下駄の一生」「幽霊修行」（おばあちゃん）
- エメラルドドラゴン（山のミコ、海のミコ）
- 流星倶楽部内のラジオドラマ

### CM
- 日本ケロッグ「コンボ」（動物達の声）
- メルカリ2016年秋CM 
  - 集荷サービス篇
  - ハロウィーン篇
- 宝くじ「ビンゴ5」（2018年、砂かけばばあ[49]）
- 教えて!トライさん（ロッテンマイヤー〈2代目〉）

### その他コンテンツ
- 森田一義アワー 笑っていいとも!（フジテレビ）
- 忘れられない海があるアカウミガメ一万キロメートルの旅（カズ、日奈子） - プラネタリウム用アニメ
- タカラ ジェニーTELサービス（ティモテ）
- 日韓トンネル・国際ハイウエイ紹介ビデオ ユーラシア大陸20000kmの旅（母親）
- JH京葉道路キャラクター（みちるくん）

### シリーズ一覧
1. ↑  第1期（1987年）、第3期『3』（1989年）
2. ↑  第1期（1990年 - 1991年）、第2期（1995年 - 2019年）
3. ↑  第1シリーズ（1992年）、第2シリーズ『R』（1993年）、第3シリーズ『S』（1994年）、第4シリーズ『SuperS』（1995年）、第5シリーズ『セーラースターズ』（1996年）
4. ↑  『ブラック・ジャック』（2004年 - 2005年）、続編『ブラック・ジャック21』（2006年）
5. ↑  第1期（2009年 - 2010年）、第2期（2014年）
6. ↑  第1作（2020年）、第2作『アサティール2 未来の昔ばなし』（2024年）
7. ↑  『悪魔くん』（1989年）、『悪魔くん ようこそ悪魔ランドへ!!』（1990年）
8. ↑  『ZIRIA』（1989年）、『風雲カブキ伝』（1993年）、『真伝』『電脳絡繰格闘伝』（1995年）、『ZIRIA〜遥かなるジパング〜』（2006年）
9. ↑  『真武闘伝』（1995年）、『ドラゴンボールZ』（2003年）、『Z3』（2005年）、『天下一大冒険』『レイジングブラスト』（2009年）、『タッグバーサス』『レイジングブラスト2』（2010年）、『超究極武闘伝』（2015年）、『フュージョンズ』（2016年）、『ファイターズ』（2018年）
10. ↑  『アゲイン』（1997年）、『完全版』（1998年）
11. ↑  『ヴァルキリープロファイル』（1999年）、『レナス』（2006年）
12. ↑  『Sparking!』（2005年）、『NEO』（2006年）、『METEOR』（2007年）、『ZERO』（2024年）
13. ↑  『ヒーローズ』（2010年）、『アルティメットミッション』（2013年）、『アルティメットミッション2』（2014年）、『スーパードラゴンボールヒーローズ』（2016年）、『アルティメットミッションX』（2017年）、『ワールドミッション』（2019年）、『ダイバーズ』（2024年）
14. ↑  『学年対抗戦パズル！の段』（2010年）[45]、『ふっとびパズル！の段』（2015年 - 2017年）
15. ↑  『二の段』（2009年）、『会計委員会の段』（2011年）、『生物委員会の段』（2012年）、『一年は組の段』（2014年）、『は組の段〜下巻〜』（2016年）
16. ↑  『会計委員会の段』（2011年）、『生物委員会の段』（2012年）、『一年は組の段』（2014年）、『は組の段〜下巻〜』（2016年）
17. ↑  『会計委員会の段』（2011年）、『一年は組の段』（2014年）、『は組の段〜下巻〜』（2016年）